# مقاطعة سكوت (أركنساس)
مقاطعة سكوت (بالإنجليزية: Scott County)‏ هي إحدى مقاطعات ولاية أركنساس في الولايات المتحدة الأمريكية.

## أعلام
- جين ديفيدسون
- بايرون غينتري